# Molise Cabernet Sauvignon
Il Molise Cabernet Sauvignon è un vino DOC la cui produzione è consentita nelle province di  Campobasso e  Isernia.

## Caratteristiche organolettiche
- colore: rosso rubino più o meno intenso tendente al granato con l'invecchiamento
- odore: vinoso, intenso, gradevole, caratteristico
- sapore: robusto, vivace ed armonico

## Produzione
Provincia, stagione, volume in ettolitri
- nessun dato disponibile